# II. Gusztáv Adolf svéd király
II. Gusztáv Adolf (svédül: Gustav II Adolf; Stockholm, Svédország, 1594. december 9. – Lützen, Szászország, Szent Római Birodalom, 1632. november 6.), Svédország királya 1611 és 1632 között. Uralkodása alatt országa európai nagyhatalommá nőtte ki magát: a harmincéves háború során a kontinens egyik vezető katonai ereje lett, és jelentős szerepe volt abban, hogy a háború után országa legyen az európai politikai és vallási erőviszonyok egyik fő kialakítója. A Nagy Gusztáv Adolf néven ismeretes (svédül: Gustav Adolf den store).
A kora újkori hadtörténet legnagyobb katonai parancsnokaként tartják számon és a „modern hadviselés atyjaként” is hivatkoznak rá. Legjelentősebb katonai győzelmét az 1631-es breitenfeldi csata során szerezte, majd egy évvel később, az 1632-es lützeni csata során – bár csapatai újabb győzelmet arattak –, ő maga életét vesztette az ütközetben. Uralkodásában és reformjaiban jelentős szerepet játszott Axel Oxenstierna, aki halálát követően az ország régense lett. Emellett számos katonai parancsnokot is kinevelt magamellett, köztük Lennart Torstensont, kora egyik legsikeresebb tábornokát.
A tizenhat esztendősen trónra került Gusztáv Adolf három háborút örökölt édesapjától, IX. Károly királytól: az Oroszországgal és Dániával folytatott háborúkat, valamint a dinasztikus konfliktust első fokú unokatestvérével, a Vasa-házi lengyel királlyal, III. Zsigmonddal. Ennek ellenére Gusztáv Adolf közel huszonkét esztendős uralkodása a svéd történelem legsikeresebb korszakai közé tartozik: harctéri sikerein túl közigazgatási, valamint gazdasági és kereskedelmi reformjai is jelentősen hozzájárultak ahhoz, hogy a Svéd Birodalom európai nagyhatalommá tudott válni. A „Nagy” jelzőn túl „Aranykirályként” és „Észak oroszlánjaként” is hivatkoznak rá.

## Fiatalkora
Gondos nevelők keze alatt fejlődött. Atyja korán bevezette a birodalmi tanács és a haditanács ülésibe, 1611. október 30-án követte édesapját a svéd trónon.

## Uralkodása

### Trónra lépése és Svédország akkori állapota

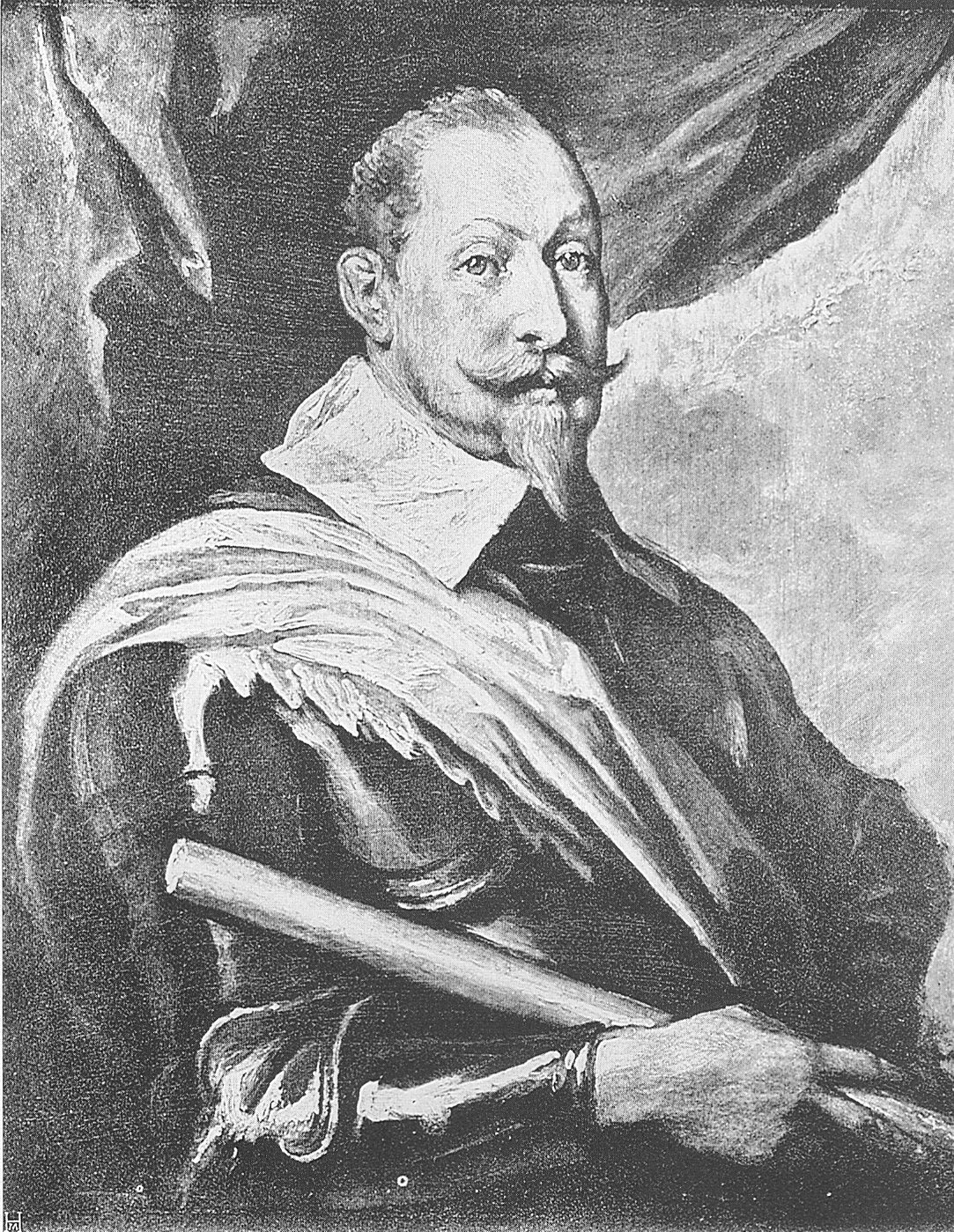
II. Gusztáv Adolf svéd király.

Gusztáv Adolf 1611-ben, alig 17 évesen követte apját, IX. Károly svéd királyt (a dinasztiaalapító Vasa Gusztáv harmadik fiát) a trónon. A helyzete nagyon nehézzé vált, mivel egy háborúkkal és nehézségekkel szemben álló országot örökölt apjától. Még trónja is veszélyben volt, mert apja, IX. Károly 1599-ben letaszította a törvényes királyt, unokaöccsét, III. Zsigmondot a svéd trónról. III. Zsigmond nem hagyta annyiban a dolgot, s mivel lengyel király is volt (anyja, Jagelló Katalin révén), ez a viszály Svédország és Lengyelország között több mint fél évszázados háborúhoz vezetett. Emellett Svédország Oroszországgal is háborúban állt, mert IX. Károly svéd jelöltet akart a megüresedett orosz trónra juttatni. Ezen kívül pedig folyt a svéd-dán háború is. Mindehhez belpolitikai válság járult, amelyen a király Axel Oxenstierna kancellár segítségével lett úrrá. A belpolitikában több, hosszú időre kiható reformot vezettek be: újjászervezték az ország közigazgatását, a jogrendet és az iskolarendszert.

### Birodalmi törekvések
Gusztáv Adolf egymás után próbált leszámolni külső ellenfeleivel. Dániával, Oroszországgal és Lengyelország ellen folytatott győztes háborúinak köszönhetően Svédország birtokába került Finnország egy része, Karélia, Livónia, valamint a porosz tengerpart egy szakasza. Igaz, a dánokkal kötött békében a svédek elveszítették egyetlen északi-tengeri kikötőjüket, viszont azzal, hogy elvágták Oroszországot a Baltikumtól, Svédország lett a Baltikum (Skandinávia) vezető hatalma.

### A harmincéves háború

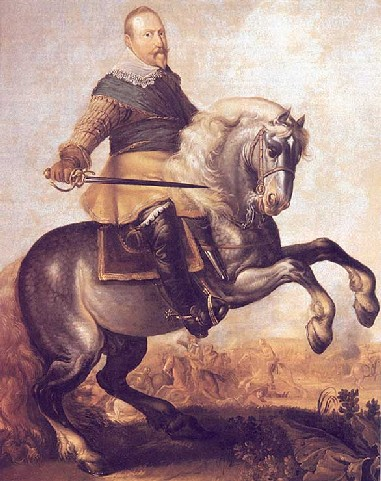
II. Gusztáv Adolf a Breitenfeldi csatában.

1620-ban Gusztáv Adolf feleségül vette Brandenburgi Mária Eleonórát, ezzel rokonságba került az egyik vezető német protestáns fejedelemmel. A svéd sikerek hatására a német protestánsok egyre inkább a szintén protestáns svéd királyban látták a protestáns világ lehetséges megmentőjét a Habsburgok ellen vívott harcban. Gusztáv Adolf 1629-ben békét kötött a lengyelekkel, és 1630-ban a német protestánsok megsegítésére hadba lépett a harmincéves háborúban a katolikus Habsburgok ellen („svéd szakasz”), és ehhez még a régi rivális Dán Királyság segítségét is  sikerült megnyernie. A Habsburgok fő ellenfele, a franciák támogatásával a svéd csapatok egészen Bajorországig jutottak. Sok sikeres és győzedelmes csata után 1632-ben, a lützeni csata zűrzavarában az ellenség katonái körbefogták és megölték. Bár a csatát végül a svédek nyerték, a király halála súlyos csapás volt nemcsak a svéd nagyhatalmiságra, de a német protestantizmusra is.